# Universiteiten van Nederland
Universiteiten van Nederland is de koepelorganisatie (een vereniging) van de veertien publieke universiteiten van Nederland (drie bijzondere universiteiten, tien bekostigde, en de Open Universiteit). De organisatie is in 1985 opgericht als privaatrechtelijke opvolger (vereniging) van de publiekrechtelijke organisatie de Academische Raad.
De zusterorganisatie in het hoger onderwijs is de Vereniging Hogescholen, die tot 2013 HBO-raad heette, de koepelorganisatie voor de instellingen die hoger beroepsonderwijs geven.

## Naam van de organisatie
Tot november 2021 was de naam van de organisatie de Vereniging van Universiteiten, en daarvoor de Vereniging van Samenwerkende Nederlandse Universiteiten (afgekort VSNU; de website was te vinden op vsnu.nl).

## Organisatie
Universiteiten van Nederland treedt op als overlegorgaan voor de bovengenoemde instellingen. Het is ook de spreekbuis voor de universiteiten naar de Nederlandse media en is belangenbehartiger van het universitair onderwijs en onderzoek bij de Nederlandse regering, het Nederlandse parlement en de Europese Unie. Tevens is zij de werkgeversorganisatie van de Nederlandse universiteiten.
De organisatie was tot 2005 in Utrecht gevestigd. De instellingen die voor het universitaire beleid belangrijk zijn hebben echter veelal Den Haag als vestigingsplaats. Om de belangenbehartiging van de universiteiten bij deze instellingen te optimaliseren is de organisatie in maart 2005 naar Den Haag verhuisd.
Bijna elk land ter wereld heeft een organisatie waarin de gezamenlijkheid van de universiteiten wordt samengebracht. Zo is er in Vlaanderen de Vlaamse Interuniversitaire Raad. Ook is er een samenwerkingsverband van Europese universiteiten, de European University Association (EUA) en een koepel van universiteiten wereldwijd, de Union Académique Internationale (UAI).
Bestuur (februari 2025):
- Caspar van den Berg (voorzitter)
- Machteld Roos (voorzitter; vice-voorzitter College van Bestuur Universiteit Twente)
- Hans Biemans (vice-voorzitter; vice-voorzitter College van Bestuur Rijksuniversiteit Groningen)
- Sjoukje Heimovaara (voorzitter Raad van Bestuur Wageningen University & Research)
- Hester Bijl (rector magnificus Universiteit Leiden)
- Margrethe Jonkman (voorzitter College van Bestuur Vrije Universiteit Amsterdam)

## Speerpunten
Speerpunten van Universiteiten van Nederland zijn onder andere:
- Digitale Samenleving
- Financiering en knelpunten
- Impact
- Internationalisering
- Onderwijskwaliteit
- Open Access
- Toegankelijkheid
- Werkdruk
- Wetenschappelijke integriteit

Iedere universiteit bepaalt zelf hoe zij inspringt op deze gezamenlijke speerpunten.

## Aangesloten universiteiten
Elf openbare universiteiten:
1. Universiteit Utrecht
2. Universiteit Leiden
3. Universiteit Maastricht
4. Technische Universiteit Eindhoven
5. Wageningen Universiteit
6. Universiteit Twente
7. Technische Universiteit Delft
8. Rijksuniversiteit Groningen
9. Open Universiteit
10. Universiteit van Amsterdam
11. Erasmus Universiteit Rotterdam

Drie bijzondere universiteiten:
1. Radboud Universiteit Nijmegen (stichting)
2. Universiteit van Tilburg (stichting)
3. Vrije Universiteit Amsterdam (vereniging)

Geassocieerd lid:
1. Universiteit voor Humanistiek